# تاونزا
تاونزا هي قرية مغربية شمال المملكة. تنتمي تاونزا لإقليم أزيلال الساحلي. تضم هذه القرية 11.610 نسمة (إحصاء 2004).